# Szilágyi Eta
Szilágyi Eta (Nagymihály, 1928. április 4. – Budapest, 1986. április 9.) magyar színésznő, (ifjabb) Felföldy László színművész édesanyja.

## Élete
1955-ben végzett az Színház- és Filmművészeti Főiskolán. Főiskolásként a  Nemzeti Színházban töltötte gyakorlati idejét.  Diplomás színésznőként 1955 őszétől pályáját a Békéscsabán, a Békés Megyei Jókai Színháznál kezdte. 1957-től a győri Kisfaludy Színház társulatához szerződött. 1974-től haláláig a  József Attila Színház tagja volt. Férje (idősebb) Felföldy László színész volt. Közös gyermekük (ifjabb) Felföldy László 1952-ben  született, és szintén a színészi pályát választotta. Második gyermekük Felföldy György, 1960-ban született.

## Színházi szerepei
A Színházi adattárban regisztrált bemutatóinak száma 60.
- William Shakespeare: Romeo és Júlia... Capuletné
- William Shakespeare: Macbeth... Lady Macbeth; Hecate
- Carlo Goldoni: A fogadósné... Mirandolina
- Fjodor Mihajlovics Dosztojevszkij: A félkegyelmű... Varja, Ivolginék lánya
- Nyikolaj Vasziljevics Gogol: A revizor... A lakatosné
- Benjamin Jonson: Volpone... Canina
- Victorien Sardou - Émile Moreau: A szókimondó asszonyság... Julie
- Euripidész: Trójai nők... Kassandra, Hekabe leánya
- Bertolt Brecht: Koldusopera... Öreglány, örömlány a bordélyban
- Arthur Miller: A salemi boszorkányok... Rebecca, Nurse felesége
- George Bernard Shaw: Pygmalion... Eynsford-Hillné
- Hervé: Nebáncsvirág... Corinna; Fejedelemasszony
- Giulio Scarnicci – Renzo Tarabusi... A csodák Nápolyban születnek... Carmela
- Friedrich Schiller: Ármány és szerelem... Lady
- Friedrich Schiller: Don Carlos... Eboli
- Friedrich Schiller: Tell Vilmos... Armgart, parasztasszony
- Victor Hugo: A királyasszony lovagja... Hercegnő
- Federico García Lorca: Bernarda Alba háza... Augustias
- Katona: Bánk bán... Gertrudis
- Madách Imre: Az ember tragédiája... Cherub; Hippia; Cigányasszony
- Móricz Zsigmond: Nem élhetek muzsikaszó nélkül... Zsani néni
- Molnár Ferenc: A Pál utcai fiúk... Nemecsek anyja
- Kassák Lajos: Angyalföld... Szomszédasszony
- Heltai Jenő: A néma levente... Beatrix; Monna Mea
- Jékely Zoltán: Mátyás király juhásza... A juhász anyja
- Babay József: Három szegény szabólegény... Posztóné
- Barta Lajos: Szerelem... Szalayné
- Fejes Endre: Rozsdatemető... Cigányasszony
- Sarkadi Imre: Szeptember... Zsófi
- Kardos G. György – Victor Máté: Villon és a többiek... Villon anyja
- Karinthy Ferenc: Ezer év... Szabó Júlia
- Száraz György: Megoldás... Öregaszony
- Hubay Miklós: C'est la guerre... A feleség
- Tabi László: Különleges világnap... Annus
- Sütő András: Egy lócsiszár virágvasárnapja... Antónia nővér
- Jókai Mór: Az aranyember... Athalie, Brazovics lánya
- Jókai Mór: Szegény gazdagok (A Fácia Negra)... Az özvegy papné
- Jókai Mór - Török Tamás: Szeretve mind a vérpadig... Czinka Panna
- Taar Ferenc: Örök harag... Sósné
- Szűcs György: Elveszem a feleségem... Lenkei Zsóka
- Mihail Roscsin: Veled vagy nélküled... Léna anyja
- Huszka Jenő: Gül Baba... Eynsford-Hillné
- Leonyid Makszimovics Leonov: Hazatérés... Gyemigyevna, öreg dajka
- Harriet Beecher Stowe: Tamás bátya kunyhója... Eliza, félvér, George felesége
- Borisz Leontyevics Gorbatov: Egy éjszaka... Szonya
- Vlagyimir Vlagyimirovics Scserbacsov: Dohányon vett kapitány... Nenila Verfolomojevna, bojárasszony
- Kövesdi Nagy Lajos: Ellopták a vőlegényem... Kőszeghyné, Éva anyja
- Sean O'Casey... Juno és a páva... Tancredné

## Filmszerepek

### Portréfilm
- „Akik kimaradtak a szereposztásból” (színészportré többek között Szilágyi Etáról is) (1977)

### Játékfilmek
- Utolsó előtti ítélet (1980)
- Kísértet Lublón (1976)
- Segesvár (1976)

### Tévéfilmek
- Románc (1989)
- A hattyú halála (1985)
- Hungarian Dracula (1983)
- Hetedik év (1983)
- Tisztán vagy szódával (1980)
- Kántor: Az erdész halála (1976)